# Terry Whitmore
Terry Whitmore, född 6 mars 1947 i Memphis Tennessee, död 10 juli 2007 i Memphis Tennessee, känd i Sverige som en av de amerikaner som fick asyl efter att ha deserterat från Vietnamkriget. Whitmore bodde i Sverige mellan 1968 och 2001.
Som 20-åring kom Terry Whitmore till den sydvietnamesiska staden Danang. Terry Whitmore tillhörde USA:s marinkår. Året var 1967 och hans uppdrag var att söka igenom den sydvietnamesiska landsbygden på kommunistisk gerilla.
Under december 1967 placerades Whitmore på den amerikanska basen Con Thien som låg i gränsområdet till Nordvietnam. Där var uppdraget att strida emot de nordvietnamesiska soldater som gick över gränsen och som attackerade de amerikanska baserna. Den 15 december 1967 skadades Whitmore allvarligt i en sådan strid och placerades på militärsjukhus. På sjukhuset fick han mottaga tapperhetsmedalj av USA:s president Lyndon B Johnson som var på besök i Sydvietnam.
På grund av sina allvarliga skador togs Whitmore till Yokohama i Japan där han fick lära sig att gå igen. Under vistelsen i Japan började hade umgås med en japansk kvinna som var aktiv i en fredsrörelse som var motståndare till kriget i Vietnam. Det var kvinnan som fick Whitmore att ändra åsikt om Vietnamkriget och fick honom att desertera.
Kvinnans kontakter hjälpte Whitmore att hitta en väg att fly ut ur Japan. Han och en grupp andra desertörer begav sig till den nordliga japanska ön Hokkaido där de steg ombord på en fisketrålare. Vid gränsen mot Sovjetunionen fick de byta fartyg till ett sovjetiska kustbevakningsfartyg.
Desertörerna tillbringade en månad i Sovjetunionen innan de fick veta att de skulle få asyl i Sverige. Terry Whitmores liv finns skildrat i flera dokumentärfilmer, bland annat Terry Whitmore for example och Ramp om historia  samt i böckerna Memphis, Nam, Sweden och Människor i händelsernas centrum. Hösten 2008 kom författaren Johan Romin bok Desertören och Vietnamkriget ut som handlar om Terry Whitmores liv.